# توشكى شرق
قرية توشكى شرق هي إحدى القرى التابعة لمركز نصر النوبة في محافظة أسوان في جمهورية مصر العربية.